# Angelino Albanese
Angelino Albanese is een Italiaanse producer van housemuziek. Hij werd vooral bekend met zijn medewerking aan de hits Sueno Latino van het gelijknamige project en met zijn aandeel in Just Come (1992) van Cool Jack. Hij maakte een eigen hit als Angelmoon met He's all I want (2000).

## Biografie
Albanese komt uit Milaan en begint halverwege de jaren tachtig als tiener te draaien in lokale clubs. Ook begint hij met produceren. Als hij in 1989 samen met Massimino Lippoli in een bar in New York is, horen ze het nummer E2-E4 van Manuel Göttsching, dat populair is onder dj's. Hij krijgt inspiratie voor een eigen versie. Ze vliegen met een paar gekochte exemplaren terug naar Italië en produceren het nummer Sueno Latino. Met Göttsching weten ze tot overeenstemming te komen over de royalty's. Het wordt een grote hit. In 1992 wordt dan nog eens overgedaan door een remix van Derrick May. Hij werkt in deze periode ook samen met Claudio Rispoli aan enkele Italo house-projecten. Gedurende de jaren negentig is hij actief als dj en brengt hij onder enkele pseudoniemen platen uit. Hij beheert ook het label Black Moon.
In 1992 is hij ook betrokken bij het project Cool Jack van de Visnadi-broers. Het nummer Just Come wordt een clubhit, en bij een heruitgave in 1996 wordt een grotere hit. Met hen is hij ook betrokken bij de groep Elastic Band. In 2000 heeft hij een eigen hit met het project Angelmoon. Het nummer He's All I Want, dat hij opneemt met Moony, wordt een bescheiden hit in de top 40. Daarna heeft hij geen hits mee, al blijft hij actief ald dj.

### Singles
| Single met eventuele hitnotering(en) in de Nederlandse Top 40 | Datum van verschijnen | Datum van binnenkomst | Hoogste positie | Aantal weken | Opmerkingen                             |
| ------------------------------------------------------------- | --------------------- | --------------------- | --------------- | ------------ | --------------------------------------- |
| He's All I Want                                               |                       | 15-07-2000            | 39              | 2            | Als Angelmoon / Dancesmash op Radio 538 |